# Huis Devalck

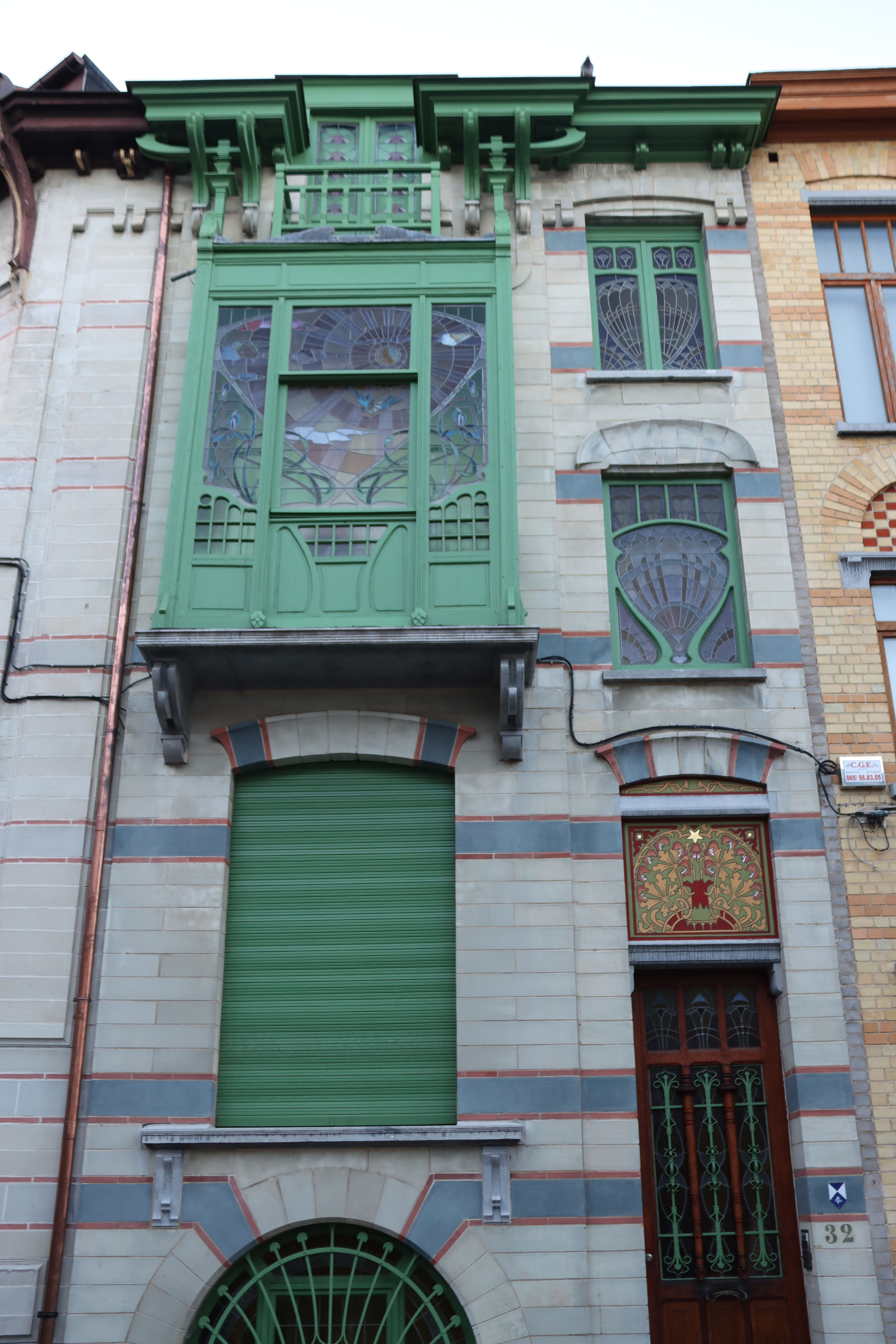
Schaarbeek Van Hasseltstraat 32

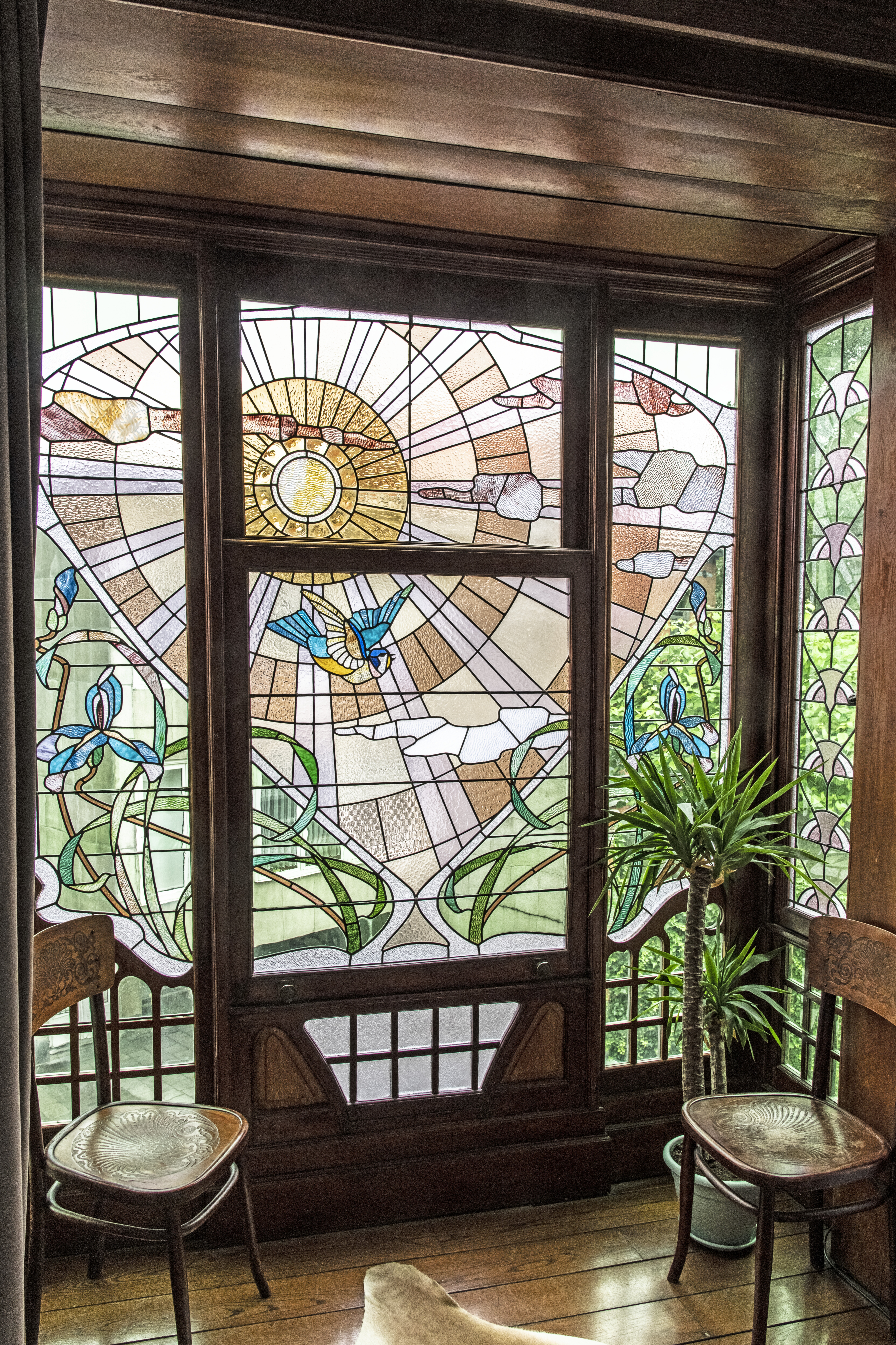

Het Huis Devalck is een art-nouveauwoning gemaakt in 1900 door de architect Gaspard Devalck in Schaarbeek in België (Brussels Hoofdstedelijk Gewest).
Het huis is sinds 4 juni 2009 opgenomen in de lijst van beschermd onroerend erfgoed in Schaarbeek.

## Situatie
Dit huis bevindt zich op de nummers 32 en 34 van de André Van Hasseltstraat in Schaarbeek op de plaats waar deze straat een bocht maakt. Vier naburige woningen op nummers 24 tot 30 werden twee jaar later door dezelfde architect in een eclectische stijl gebouwd.

## Geschiedenis
In 1900 tekende architect Gaspard Devalck de plannen en bouwde hij dit huis voor zijn moeder en later voor zijn eigen professioneel en privégebruik.

### Gevel nummer 32
Huis nummer 32 bezit een gevel met twee traveeën bestaande uit verschillende niveaus. Deze gevel is opmerkelijk dankzij het gebruik van polychrome ramen, waarin gelijkvloers een reiger in het riet is afgebeeld en in de houten erker op de eerste verdieping nog een vogel met irissen. De glasramen zijn het werk van Raphaël Évaldre, de meester-glazenier actief in Brussel in die periode. 